# Gianfranco Angelini
Gianfranco Angelini (Roma, 21 luglio 1974) è un allenatore di calcio a 5 ed ex giocatore di calcio a 5 italiano, campione europeo con la nazionale italiana nel 2003.

## Carriera

### Giocatore
Angelini è stato un portiere di stazza notevole, caratteristica che gli permetteva di coprire agevolmente buona parte della porta nonché origine del soprannome "Ciccio". Considerato tra i migliori interpreti italiani del ruolo a cavallo del 2000, debutta nel calcio a 5 con il Divino Amore guidato da Fausto Tallarico. Nell'aprile 2011, al termine della stagione che ha visto la promozione del Fiumicino in Serie A, annuncia il proprio ritiro dal calcio a 5 giocato e l'ingresso nella dirigenza della società rossoblu per la stagione 2011-12.

### Allenatore
Dopo un anno sabbatico, nell'estate 2013 assume il ruolo di team manager della Lazio mentre in quella seguente è dirigente sportivo del Futsal Isola. In seguito alle dimissioni di Ciro Sannino, nel novembre 2014 viene nominato allenatore della prima squadra, conducendo la matricola fiumicinese a un sorprendente terzo posto nel girone B di Serie A2. La stagione seguente vince il campionato, conquistando la promozione nella massima categoria. La Serie A si rivela proibitiva per l'Isola che chiude il campionato all'ultimo posto in classifica, raccogliendo appena tre vittorie e altrettanti pareggi. Nei play-out non va meglio: sconfitta in entrambe le partite dalla CAME Dosson, la squadra ritorna in Serie A2. Nonostante la retrocessione, Angelini rimane nella massima serie, accordandosi con la Lazio per la stagione 2017-18. Il 14 gennaio 2018, in seguito alla rovinosa sconfitta per 9-1 contro il Pescara e con la squadra all'ultimo posto, Angelini rassegna le dimissioni, chiudendo l'esperienza in biancoceleste con un ruolino di 3 vittorie, 1 pareggio e 13 sconfitte. Da dicembre 2018 a febbraio 2020 è assistente di Alessio Musti sulla panchina della nazionale italiana. Nella stagione 2020-21 viene nominato allenatore del Lido di Ostia.

## Palmarès

### Giocatore

#### Club
- Campionato italiano: 1

Roma RCB: 2000-01

#### Nazionale
- Campionato d'Europa: 1

Italia: 2003

### Allenatore
- Campionato di Serie A2: 1

Isola: 2015-16